# Sci alpino ai XVIII Giochi olimpici invernali
Nelle gare di sci alpino ai XVIII Giochi olimpici invernali, disputatesi dal 10 al 21 febbraio 1998 sulle piste di Hakuba Happoone Winter Resort Nagano in Giappone, vennero assegnate dieci medaglie (5 maschili e 5 femminili) in cinque discipline.

## Podi

### Uomini
| Evento                     | Oro                | Tempo   | Argento                 | Tempo   | Bronzo               | Tempo   |
| Discesa libera (dettagli)  | Jean-Luc Crétier   | 1:50.11 | Lasse Kjus              | 1:50.51 | Hannes Trinkl        | 1:50.63 |
| Supergigante (dettagli)    | Hermann Maier      | 1:34.82 | Didier Cuche Hans Knauß | 1:35.43 |                      |         |
| Slalom gigante (dettagli)  | Hermann Maier      | 2:38.51 | Stephan Eberharter      | 2:39.36 | Michael von Grünigen | 2:39.69 |
| Slalom speciale (dettagli) | Hans Petter Buraas | 1:49.31 | Ole Kristian Furuseth   | 1:50.64 | Thomas Sykora        | 1:50.68 |
| Combinata (dettagli)       | Mario Reiter       | 3:08.06 | Lasse Kjus              | 3:08.65 | Christian Mayer      | 3:10.11 |

### Donne
| Evento                     | Oro                | Tempo   | Argento               | Tempo   | Bronzo                | Tempo   |
| Discesa libera (dettagli)  | Katja Seizinger    | 1:28.89 | Pernilla Wiberg       | 1:29.18 | Florence Masnada      | 1:29.37 |
| Supergigante (dettagli)    | Picabo Street      | 1:18.02 | Michaela Dorfmeister  | 1:18.03 | Alexandra Meissnitzer | 1:18.09 |
| Slalom gigante (dettagli)  | Deborah Compagnoni | 2:50.59 | Alexandra Meissnitzer | 2:52.39 | Katja Seizinger       | 2:52.61 |
| Slalom speciale (dettagli) | Hilde Gerg         | 1:32.40 | Deborah Compagnoni    | 1:32.46 | Zali Steggall         | 1:32.67 |
| Combinata (dettagli)       | Katja Seizinger    | 2:40.74 | Martina Ertl          | 2:40.92 | Hilde Gerg            | 2:41.50 |

## Medagliere
| Pos.   | Paese       | Oro | Argento | Bronzo | Totale |
| ------ | ----------- | --- | ------- | ------ | ------ |
| 1      | Austria     | 3   | 4       | 4      | 11     |
| 2      | Germania    | 3   | 1       | 2      | 6      |
| 3      | Norvegia    | 1   | 3       | 0      | 4      |
| 4      | Italia      | 1   | 1       | 0      | 2      |
| 5      | Francia     | 1   | 0       | 1      | 2      |
| 6      | Stati Uniti | 1   | 0       | 0      | 1      |
| 7      | Svizzera    | 0   | 1       | 1      | 2      |
| 8      | Svezia      | 0   | 1       | 0      | 1      |
| 8      | Australia   | 0   | 0       | 1      | 1      |
| Totale | Totale      | 10  | 11      | 9      | 30     |